# 釜洞駅
釜洞駅（プドンえき、朝鮮語: 부동역）は、朝鮮民主主義人民共和国咸鏡南道虚川郡満徳労働者区にある駅で、満徳線に属する。 

## 隣の駅
満徳線
虚川駅 - 釜洞駅 - 満徳駅